# Emitaï, Dio del tuono
Emitaï, Dio del tuono è un film del 1971, diretto da Ousmane Sembène.  Il film, che è stato oggetto di una censura quinquennale nell'Africa francofona, ha vinto il "Premio d'Argento" al Festival cinematografico internazionale di Mosca 1971; è stato inoltre proiettato alla Quinzaine des Réalisateurs, che ha avuto luogo il 15-25 maggio 2019 nell'ambito del Festival di Cannes.

## Trama
Le forze armati della Francia allora sotto il Governo di Vichy durante la Seconda guerra mondiale indicono la coscrizione obbligatoria presso un villaggio dell'etnia Jola, nella regione della Casamance, nel sud del Senegal.
Un anno dopo il villaggio rimane abitato solo da donne e da uno sparuto gruppo di uomini anziani, in quanto tutti i maschi giovani sono stati arruolati e sono partiti per la guerra in Europa. In uno scontro a fuoco con gli indigeni un capo-villaggio rimane ucciso. Le forze colonialiste francesi procedono inoltre ad una requisizione del riso nella regione, allo scopo di rifornire l'esercito belligerante.
Gli abitanti del villaggio si rifiutano tuttavia di consegnare il proprio raccolto, che viene nascosto. I francesi quindi prendono prigioniere tutte le donne del villaggio, facendole restare sedute sotto il sole cocente per l'intera giornata, mentre non permettono la celebrazione dei funerali tradizionali per il capo defunto. Gli anziani, intanto, tengono vivaci conversazioni con i propri dei ancestrali (fra cui Emitaï), dei quali cominciano a dubitare, data la situazione in cui sono stati messi; ma contemporaneamente riflettono sulla realtà del colonialismo.
Un dispaccio dal quartier generale informa che ora il potere in Francia è tenuto dai gollisti: alle truppe locali, incredule, viene ordinato di rimuovere dal villaggio tutti i manifesti di Pétain e di sostituirli con quelli, appena giunti dalla madrepatria, del generale de Gaulle.
La situazione nel villaggio si evolve fino a che un'altra vittima si annovera fra gli indigeni. Gli uomini allora cominciano a consegnare le proprie scorte di riso, sotto la sorveglianza armata delle truppe francesi. A metà della lunga via nella campagna, tuttavia, gli indigeni posano le loro ceste di riso e si rifiutano di procedere. Il comandante dà ordine di far fuoco su di loro.    